# Kanszok állomás
Kanszok (Ganseok) állomás a szöuli metró 1-es vonalának állomása Incshon (Incheon) város Namdong-ku (Namdong-gu) kerületében. 1994-ben nyitották meg.

## Viszonylatok
| 1-es vonal                               | 1-es vonal                                                                         | 1-es vonal                          |
| ---------------------------------------- | ---------------------------------------------------------------------------------- | ----------------------------------- |
| Tongam (Dongam) Szojoszan (Soyosan) felé | Kjongin (Gyeongin) szakasz személyvonat Kjongvon (Gyeongwon) szakasz expresszvonat | Csuan (Juan) Incshon (Incheon) felé |